# Gelitin
Gelitin is een Oostenrijks kunstenaarscollectief.

## Biografie
Het collectief was oorspronkelijk bekend onder de naam Gelatin en bestaat uit de Weense kunstenaars Wolfgang Gantner, Ali Janka, Florian Reither en Tobias Urban. Ze leerden elkaar kennen op een zomerkamp in 1978. Hun eerste, officiële, gezamenlijke exhibitie dateert van 1993. In 2005 werd de naam van het collectief gewijzigd in Gelitin.

## Bekende werken
Een selectie van bekende werken:
- The B-Thing[2][3] (2000)
- Arc de Triomphe[4] (2003)
- Otto Volante (2004). Deze rollercoaster bevond zich in de Galeria Massimo De Carlo te Milaan.[5]
- Hase (2005), een gigantisch konijn te Artesina.[6][7] Dit konijn werd gedurende 5 jaar gebreid en daarna aan de elementen en de grazende koeien overgelaten in de Italiaanse alpen (het binnenste is gemaakt uit stro).